# Ambehta
Ambehta es un pueblo y nagar Panchayat situado en el distrito de Saharanpur en el estado de Uttar Pradesh (India). Su población es de 15739 habitantes (2011). 

## Demografía
Según el censo de 2011 la población de Ambehta era de 15739 habitantes, de los cuales 8146 eran hombres y 7593 eran mujeres. Ambehta tiene una tasa media de alfabetización del 62,27%, inferior a la media estatal del 67,68%: la alfabetización masculina es del 69,75%, y la alfabetización femenina del 54,25%.